# Haliclona flavescens
Haliclona flavescens är en svampdjursart som först beskrevs av Topsent 1893.  Haliclona flavescens ingår i släktet Haliclona och familjen Chalinidae. Inga underarter finns listade i Catalogue of Life.